# Бастен Каертс
Бастен Каертс (27 жовтня 1997) — бельгійський плавець.
Учасник Олімпійських Ігор 2016 року.